# Rafał Cychowski
Rafał Cychowski (ur. 14 maja 1978) – polski hokeista.

## Kariera
- Stoczniowiec Gdańsk (1999-2005)
- GKS Tychy (2005-2007)
- KS Toruń HSA (2007-2009)
- KH Sanok (2009-2010)
- Zagłębie Sosnowiec (2010-2013)
- Legia Warszawa (2013-2014)

Absolwent NLO SMS PZHL Sosnowiec z 1998. Od listopada 2013 zawodnik Legii Warszawa.
W trakcie kariery zyskał pseudonim Cycek.

## Sukcesy
- Srebrny medal mistrzostw Polski: 2006, 2007 z GKS Tychy
- Brązowy medal mistrzostw Polski: 2003 ze Stoczniowcem Gdańsk